# Karina Jetten
Karina Jetten (5 oktober 1971) is een Nederlandse, in België woonachtige carambolebiljartster die is gespecialiseerd in het driebanden. 

## Prestaties in het driebanden voor vrouwen
Haar grootste succes is de 2e plaats in het wereldkampioenschap in Sivas (Turkije) 2008 waarin ze de finale verloor van Orie Hida. In het Europees kampioenschap behaalde ze de 2e plaats in 2009 en 2013 (beide keren in de finale tegen Therese Klompenhouwer) en de 3e plaats in 2007 en 2011. In het Nederlands kampioenschap 
eindigde ze op de 2e plaats in 2009, 2011, 2012, 2013, 2014 en 2016 (elke keer na Therese Klompenhouwer voor wie ze op nationaal niveau de grootste concurrente is). 